# Stenotritus elegantior
Stenotritus elegantior är en biart som beskrevs av Cockerell 1921. Stenotritus elegantior ingår i släktet Stenotritus och familjen Stenotritidae. Inga underarter finns listade i Catalogue of Life.